# سميرة رجب
سميرة إبراهيم عبد الرسول رجب إعلامية وسياسية بحرينية. 

## السيرة
ولدت سميرة في العاصمة المنامة. حصلت على بكالورويس اقتصاد من جامعة بيروت العربية ودبلوم في إدارة الاتصالات ودبلوم في المحاسبة من كلية الخليج الجامعية.
قضت 27 عام في العمل في القطاع الخاص من 1976 إلى 2002. كما عملت كاتبة وصحفية بجريدة أخبار الخليج. تم تعيينها في مجلس الشورى من 2006 إلى 2012. في أبريل 2012 تم تعيينها وزيرة دولة لشؤون الإعلام واستمرت حتى ديسمبر 2014. تعتبر سميرة صاحبة أقصر فترة لوزير في تاريخ البحرين الحديث.